# 안소이
안소이(1979년 1월 30일 ~ )는 대한민국의 성우로, 2006년 한국방송 성우극회 공채 32기로 입사했다.

## 출연작품

### TV 애니메이션
- 골판지 전사 (카툰네트워크) - 아라
- 골판지 전사 더블 (투니버스)
- 꼬마 과학자 시드 (KBS) - 메이
- 헬로 카봇 스타가디언 (SBS) - 스카이스타
- 꼬마신랑 쿵도령 (KBS) - 금룡
- 꼬마어사 쿵도령 (KBS) - 금룡
- 꽉 잡아! (KBS) - 두언 엄마, 허민정
- 두리둥실 뭉게공항 (KBS) - 미코 / 터그
- 라이브온 카드리버 (재능TV) - 브러시
- 마스크 마스터즈 (KBS) - 슈미, 야묘
- 메타제트 (KBS) - 에이미 / 잭 엄마 / 케이티 / 로이스 레인 / 리즈
- 미키마우스 클럽하우스 (디즈니 주니어) - 미니 마우스
- 부루와 숲속 친구들 (KBS) - 장풍이 / 뽕 / 지지
- 상상친구 꾸메푸메 (KBS) - 똔또 / 아이비 아줌마
- 이겨라! 얏타맨 (재능TV) - 무도사인형 외
- 정말 웃기는 마을 (니켈로디언)
- 플래쉬 & 대쉬 (재능TV) - 윌리 / 유진
- 피들리 팜 (EBS) - 마리 / 해바라기
- 아빠 어릴 적엔 (MBC)
- 다이노코어 (SBS) - 카야
- 시노스톤 (KBS1) - 슈미
- 토닥토닥 마음아 - 리틀스톤즈 (EBS1) - 꼬망
- 미키와 카레이서 클럽 (디즈니 주니어) - 미니 마우스
- 미키마우스 뒤죽박죽 모험 (디즈니 주니어) - 미니 마우스
- 미키마우스의 멋진 대모험 (디즈니+) - 미니 마우스
- 유미의 세포들 (tvN) - 유미의 사랑세포, 자린고비세포, 리액션 1호

### 영화 애니 더빙
- 극장판 썬더일레븐 GO VS 골판지 전사 W - 고아성
- 인사이드 아웃 - 기쁨
- 인사이드 아웃 2 - 기쁨
- 토이 스토리 4 - 기글 맥딤플즈
- 레드슈즈 - 레드슈즈 / 스노우
- 원더랜드 - 그레타

### 게임 더빙
- 스타크래프트 2 - 지나라
- 월드 오브 워크래프트 - 주베카 섀도브레이커, 코르바스 블러드쏜

### 외화 드라마
- 폴링스카이 시즌 1 (KBS2) - 카렌 (제시 슈람) / 소냐(블레어 브라운)
- 리얼 휴먼 시즌 1 (KBS2) - 니스카 (에바 로제)
- 파워레인저 다이노포스 (대원방송) - 캔들리라
- 파워레인저 다이노포스 브레이브 (대원방송) - 캔들리라
- 파워레인저 킹덤포스 (대원방송) - 캔들리라

### 영화 더빙
- 메리 포핀스 리턴즈 - 메리 포핀스 (에밀리 블런트)
- 호두까기 인형과 4개의 왕국 - 마리
- 아메리칸 스플렌더 (KBS) - 라나 (비비안 베네스)
- 꼬마 니콜라 (KBS) - 뤼피스 (제르마 쁘띠 다미코)
- 그레이티스트 (KBS) - 셰이 (린지 비미시)
- 윌리엄과 케이트의 러브 스토리(KBS) - 마가렛 (트릴비 글로버)
- 인 어 베러 월드 (KBS) - 한나 (디트 그라뵐)
- 센스 앤 센서빌리티 (KBS) - 마가렛 대시우드 (에밀리 프랑수아)
- 천국의 속삭임 (KBS) - 마리오(알렉산드로 피오리)
- 쓰리 킹즈 (KBS) - 데비 발로(리즈 스타우버)
- 철의 여인 (KBS) - 수지(피비 월러브리지)

### 방송 더빙
- 버킷리스트 (MBC) 종료
- All the K-POP (MBC Music) 종료
- 사랑의 리퀘스트 (KBS1) 종료

### 라디오 드라마 더빙
소설극장 (KBS 3라디오)
- 2006.05.07 ~ 2006.07.07 제인 오스틴 <오만과 편견> (허스트 부인 / 머라이어 루카스 / 힐 부인)
- 2006.07.08 ~ 2006.08.16 공지영 <우리들의 행복한 시간> (아이)
- 2006.10.08 ~ 2006.12.18 이정명 <뿌리깊은 나무> (시녀상궁)
- 2008.01.15 ~ 2008.04.20 최인호 <겨울 나그네> (김은영)
- 2008.04.21 ~ 2008.07.28 이경자 <혼자 눈 뜨는 아침> (태희)
- 2008.09.23 ~ 2008.11.14 이선미 <내사랑 원더우먼> (방세옥)

라디오 극장 (KBS 한민족 방송)
- 2007.04.01 ~ 2007.04.30 김래주 <대조선인 안용복> (유유)
- 2008.07.01 ~ 2007.07.31 김려령 <완득이> (카바레걸1)
- 2008.09.01 ~ 2008.09.30 조창인 <등대지기> (형수)
- 2009.05.01 ~ 2009.05.31 신경숙 <엄마를 부탁해> (고모)
- 2009.08.01 ~ 2009.08.31 이상민 <빨간 자전거> (해설)

라디오 독서실 (KBS 2라디오)
- 2006.04.30 김재영 <코끼리> (마리나)
- 2006.06.04 김경욱 <맥도널드 사수 대작전> (손님2)
- 2006.08.06 윤성희 <거기, 당신> (종업원)
- 2006.08.27 전상국 <동행> (계집애)
- 2006.09.24 박범신 <향기로운 우물 이야기> (여자3)
- 2006.10.08 조영아 <여우야 여우야 뭐하니> (동네사람2)
- 2006.11.19 윤대녕 <편백나무 숲 쪽으로> (간호사)
- 2006.12.24 전성태 <코리언 솔저> (아가씨)
- 2007.01.14 김희진 <혀> (여2)
- 2007.02.04 성석제 <저만치 떨어져 피어 있네> (세미)
- 2007.02.25 김한길 <임대 아파트> (유까)
- 2007.03.11 김혜정 <수상한 이웃> (주민2)
- 2007.03.25 윤대녕 <제비를 기르다> (이모)
- 2007.05.20 김미진 <내마음의 지도책> (여후배)
- 2007.06.10 김수미 <선지> (성은)
- 2007.07.15 은희경 <아름다움이 나를 멸시한다> (여직원1)
- 2007.07.22 우현종 <소월>
- 2007.07.29 윤후명 <서울, 촛불 랩소디> (아나운서)
- 2007.09.23 이혜경 <한갓되이 풀잎만> (아이2)
- 2007.09.30 박형서 <노란육교> (며느리)
- 2008.01.13 전윤희 <우유> (소비자고발센터 상담원)
- 2008.01.20 정소현 <양장제본서 전기> (사서2)
- 2008.02.03 권여선 <사랑을 믿다> (친구)
- 2008.02.10 윤성희 <이어 달리기> (셋째)
- 2008.03.09 김경욱 <99퍼센트> (여직원)
- 2008.05.18 박경리 <불신시대> (여승)
- 2008.05.25 박태원 <소설가 구보씨의 1일> (아낙2)
- 2008.06.29 이범선 <오발탄> (아내)
- 2008.07.06 김동인 <감자> (아낙1)
- 2008.07.13 이혜경 <물 한모금> (아나운서)
- 2008.07.27 윤흥길 <장마> (이모)
- 2008.08.10 권정생 <무명저고리와 엄마> (큰분)
- 2008.11.30 이문열 <금시조> (할머니)
- 2008.12.28 한창훈 <청춘가를 불러요> (며느리)
- 2010.09.05 최대환 <바다위의 주유소> (여자)
- 2010.05.09 오정희 <첫눈 오던 날> (나 /해설)
- 2013.03.03 윤성희 <못생겼다고 말해줘> (나 /해설)
- 2014.06.01 김금희 <옥화> (여자)

KBS 무대 (KBS 한민족 방송)
- 2006.03.04 초대받지 않은 손님 (여도우미1)
- 2006.03.25 기억 속의 그 해! (준모 엄마)
- 2006.04.08 마중 가는 길 (리포터)
- 2006.04.22 북촌야곡 (녹음소리)
- 2006.04.29 열정적인 그녀 (홈쇼핑 상담원)
- 2006.05.20 사랑은 절벽 끝에서 완성된다 (여자)
- 2006.06.10 사랑한다 뻐꾹아 (세희)
- 2006.07.08 아름다운 갈색 눈동자 (아이1)
- 2006.08.12 엄마가 돌아왔다. (터미널 장내 아나운서)
- 2006.09.02 공무도하가(公無渡河歌) (아낙1)
- 2006.09.23 동반자 (최종수)
- 2006.12.02 펭귄 아빠에 대한 보고서 (민희)
- 2007.01.13 배꽃, 피다 (안내멘트)
- 2007.01.20 장마 (수정)
- 2007.02.10 백만 송이 장미를 위하여 (회원1)
- 2007.02.17 반가운 매화는 어느 곳에 피었는가 (아동)
- 2007.05.05 우리는 육남매 (너울)
- 2007.05.26 손님 (은행원)
- 2007.06.16 차렷, 열중쉬어, 앞으로 가! (여학생)
- 2007.06.30 그남자 그리고 그여자 (직원)
- 2007.09.22 장돌뱅이 (여자)
- 2007.09.29 캔버스에 관한 보고서 (여학생)
- 2008.01.19 외출 (새댁)
- 2008.02.09 고속도로 로망스 (여자2)
- 2008.04.12 베이징 앞으로! (장내 아나운서)
- 2008.05.03 갈릴레오를 아십니까? (어린 영우)
- 2008.06.28 모르는 여자 (직원2)
- 2008.09.13 그대 다시는 고향에 가지 못하리 (며느리)
- 2008.10.04 마누라 납치 사건 (여자2)
- 2008.10.25 아빠하고 나하고 (홍식 며느리)
- 2008.11.29 귀녀는 괴로워 (박서진)
- 2009.01.31 당신이 잠든 사이에 (필호 처)
- 2009.03.21 외로움은 소리에 민감하다 (희영)
- 2009.07.11 고등어 굽는 여자 (임희정)
- 2013.07.20 수련화 (남영희)
- 2013.08.03 아무 곳에도 없는 그녀 (윤주)

주간신문 플러스 (KBS 3라디오)
- (기사 낭독)

다큐멘터리 역사를 찾아서 (KBS 1라디오)
- (연기)

특집기획 라디오 다큐멘터리, 라디오 드라마 (KBS)
- 2008.09.14 세월따라 노래따라 추석특집 가요 드라마 <아버지의 보물 내 자식을 찾습니다> (영이)